# 100の願い
「100の願い」（ひゃくのねがい）は、2015年5月20日に発売された郷ひろみ100作目のシングル。

## 解説
郷にとって記念すべき100作目のシングル。東海テレビ制作・フジテレビ系全国ネット『プラチナエイジ』主題歌。 初回限定生産盤は「100の願い」ミュージックビデオ＋メイキングを収録したDVD付属。ジャケット写真の異なるCDのみの通常盤も同日発売。

## 収録曲
1. 100の願い（4分55秒）
  - 作詞:rockco／作曲:原一博
2. I'll be there（5分42秒）
  - 作詞・作曲：羽馬仁志
3. 100の願い 〜Instrumental〜
4. I'll be there 〜Instrumental〜